# 松岡充
松岡 充（まつおか みつる、1971年〈昭和46年〉8月12日 - ）は、日本のミュージシャン、歌手、俳優、タレント。ロックバンド・SOPHIA、MICHAELのボーカリスト。大阪府門真市出身。本名同じ。血液型はB型。
妻は元女優の黒澤優、義妹は歌手の黒澤萌、義母はタレントの林寛子、義父は黒澤久雄、義祖母は女優の矢口陽子、義祖父は映画監督の黒澤明。

## 来歴
幼年期は山口県岩国市で過ごした。両親が共働きで、転校を高校生までに4回、引越しは8回していた。
下積み時代は土木作業員、引っ越し業者、海の家、レンタルビデオ店、早朝の魚市場、国勢調査員のアルバイトを経験。
1994年にロックバンドSOPHIAを結成、1995年にメジャーデビュー。ボーカルだけでなく、バンドの全ての楽曲の作詞と一部の楽曲の作曲を手掛ける。
2001年秋、当時行っていたバーで出会った鈴木おさむが頻繁に話しかけてくるので、その縁でなかなか決まらない役を鈴木に与えてもらった。その結果で2002年1月開始のフジテレビ系月9ドラマ『人にやさしく』でドラマ初出演を果たした。
2002年1月、黒澤優と結婚。同年6月公開の映画『記憶の音楽 Gb』で映画初主演。
2003年1月、テレビ朝日系木曜ドラマ『恋は戦い!』に出演、私生活でカメラを趣味としていたことからカメラマン役を熱演する。
2003年5月、バンド活動だけにとどまらず多岐に渡る活動と表現の場を求め、「7zoo7」を立ち上げた。
2010年8月公開の映画『仮面ライダーW FOREVER AtoZ/運命のガイアメモリ』では悪役仮面ライダーの「仮面ライダーエターナル」に変身する男性「大道克己」を演じ、主題歌も担当した。幼少時代は『仮面ライダーV3』から『仮面ライダーストロンガー』までを見ており、一番好きな『仮面ライダーアマゾン』の主役仮面ライダー「アマゾン」の真似をしながら野山を走り回ったそうである。
2013年、SOPHIAを活動休止後、同バンドの豊田和貴（ギター）、赤松芳朋（ドラム）と共にロックバンドMICHAELを結成した。また、同年には個人で、ニコニコ超パーティーIIにも出演していた。
2018年にはニコニコ超パーティーに「くるみ☆ぽんちお」で出演していた。 
2020年8月、小林幸子とユニット「シロクマ」を結成。ニコニコ超会議2020年夏以降のメインテーマとして「しろくろましろ」を発表。作詞作曲、プロデュースを担当した。同楽曲は8月9日に配信にて先行リリースされた。後発となる10月7日発売のCD盤のC/Wには2007年にSOPHIAとしてリリースした「青空の破片」の小林幸子のカヴァーVer.が収録されている。
2022年10月15日・16日に行われた超パーティー2022に出演。超パーティーのステージ上に立つのは4年振りである。「神っぽいな」や「くるみ☆ぽんちお」を熱唱し、さらに小林幸子とのユニット「シロクマ」の楽曲でありニコニコ超会議のメインテーマである「しろくろましろ」も歌唱した。

## 人物
- 大好物はうどん。そばはアレルギーで、うどんしか食べないとのこと[11]。
- 本人はアーティストのライブは「俺達の歌や演奏、ステージを見たいやつは見てくれ」という一方的な活動の部分があるが、芝居はそれでは成立しない双方的な活動であると考えている[4]。
- 役者としての今後について「まだ時代劇はやったことがないので、やってみたい。もし大河ドラマに出られたら役者引退ですね」と笑顔で話していた[4]。
- 西川貴教やKinKi Kidsの堂本光一とはプライベートでも仲が良い。岩永徹也とも公私共仲が良く、Twitterにツーショット写真をアップするほどである[12]。

## ディスコグラフィ
※バンドとしての主な活動はSOPHIAおよびMICHAELを参照。

### シングル
| 発売日        | タイトル | 楽曲制作                          | 最高位 | 備考                                                                |
| ------------- | -------- | --------------------------------- | ------ | ------------------------------------------------------------------- |
| 2010年8月11日 | W        | 作詞・編曲：松岡充 / 作曲：都啓一 | 17位   | 東映配給映画『仮面ライダーW FOREVER AtoZ/運命のガイアメモリ』主題歌 |

### 参加作品
| 番号 | 発売日         | 商品名                                                                  | 歌 | 楽曲                                                | 備考                                                                                  |
| ---- | -------------- | ----------------------------------------------------------------------- | --- | --------------------------------------------------- | ------------------------------------------------------------------------------------- |
| 1    | 1997年7月24日  | 西城秀樹ROCKトリビュート                                                | 笑む&笑むs（松岡充、都啓一） | 「YOUNG MAN (Y.M.C.A.)」                            |                                                                                       |
| 2    | 2003年12月24日 | BOØWY Tribute                                                           | 松岡充（ボーカル）、佐久間正英（ベース）、榊原秀樹（ギター）、アトミックバナナ（ドラムス）                                                 | 「DREAMIN'」                                        |                                                                                       |
| 3    | 2014年12月3日  | SURPRISE-DRIVE                                                          | Mitsuru Matsuoka EARNEST DRIVE（ボーカル：松岡充、ギター：tatsuo、ドラムス：Jun-ji、ベース：IKUO）                                         | 「SURPRISE-DRIVE」                                  | 特撮テレビドラマ『仮面ライダードライブ』主題歌                                        |
| 3    | 2014年12月3日  | SURPRISE-DRIVE                                                          | Mitsuru Matsuoka EARNEST DRIVE with TEAM ドライブ and 鎧武（佐野岳、小林豊、志田友美、竹内涼真、内田理央、上遠野太洸、蕨野友也、松島庄汰） | 「sing my song for you 〜サヨナラの向こう側まで〜」 | 東映配給映画『仮面ライダー×仮面ライダー ドライブ&鎧武 MOVIE大戦フルスロットル』主題歌 |
| 4    | 2015年9月9日   | 仮面ライダードライブ/仮面ライダー3号/仮面ライダー4号 ベストコレクション | Mitsuru Matsuoka EARNEST DRIVE | 「time」                                            | dビデオスペシャル 『仮面ライダー4号』主題歌                                           |
| 4    | 2015年9月9日   | 仮面ライダードライブ/仮面ライダー3号/仮面ライダー4号 ベストコレクション | Mitsuru Matsuoka EARNEST DRIVE | 「re-ray」                                          | 東映配給映画『劇場版 仮面ライダードライブ サプライズ・フューチャー』主題歌            |
| 5    | 2022年9月21日  | 風都探偵CD-BOX                                                          | 松岡充、吉川晃司（コーラス） | 「罪と罰とアングラ」                                | U-NEXT/TOKYO MXアニメ『風都探偵』主題歌                                               |

## 楽曲提供
- KinKi Kids
  - 「-so young blues-」（作詞） - 堂本光一ソロ曲
  - 「生まれた時からのサヨナラを僕達は」（作詞・作曲）
- TAMAMIZU
  - 「みにくい反逆児」（作詞・作曲・編曲）
  - 「風の生まれる場所」（作詞・作曲・編曲）
  - 「青く、ただ青く」（作詞・作曲・編曲）
- 荒木宏文
  - 「STELLAR」（作詞・作曲）

- おとうさんといっしょ
  - 「あいだえんじぇるす」（作詞・作曲）

### プロデュース
- TAMAMIZU アルバム『青く、ただ青く』

## 受賞歴
- 2002年
  - 第32回ザテレビジョンドラマアカデミー賞 新人俳優賞（『人にやさしく』）

## 出演

### テレビドラマ
- 人にやさしく（2002年1月7日 - 3月18日、フジテレビ） - 山田太朗 役
- 恋は戦い!（2003年1月9日 - 3月13日、テレビ朝日） - 伊集院豪 役
- ラブ・ジャッジ（2003年10月2日、TBSテレビ） - 郡司美央 役
  - ラブ・ジャッジ2（2004年12月28日）
- ロンティック〜俺たちの夢 巣立ちの時〜（2005年4月20日） - 天井ヒデキ 役
- 風のハルカ（2005年10月3日 - 2006年4月1日、NHK総合テレビジョン） - 猿丸啓太郎 役
- 山田太郎ものがたり（2007年7月6日 - 2007年9月14日、TBSテレビ） - 山田和夫 役
- この声をきみに（2017年9月8日 - 2017年11月17日、NHK総合テレビジョン） - 東原正規 役
- 仮面ライダージオウ 第45話・第46話（2019年7月28日・8月4日、テレビ朝日） - 大道克己 / 仮面ライダーエターナル 役[14][15]

### 映画
- 記憶の音楽Gb（2002年） - 主演・サイ 役
- 仮面ライダーW FOREVER AtoZ/運命のガイアメモリ（2010年） - 大道克己 / 仮面ライダーエターナル 役[15][16]
- 醒めながら見る夢（2014年、R15+指定） - 竜也 役
- 御手洗薫の愛と死（2014年） - 主演・神崎龍平 役 ※吉行和子とダブル主演
- TOKYO DECIBELS（2017年） - 主演・荒田宙也 役

### Vシネマ
- 仮面ライダーW RETURNS 仮面ライダーエターナル（2011年） - 主演・大道克己 / 仮面ライダーエターナル 役[15][17]

### ウェブドラマ
- dビデオスペシャル 仮面ライダー4号（2015年） - 仮面ライダー4号の声 役
- AbemaTV開局2周年記念ドラマ「会社は学校じゃねぇんだよ」（2018年） - 森永泰三 役 ※特別出演

### ウェブテレビ
- 戦闘車（2017年10月6日 - 27日、Amazonプライム・ビデオ）[18]

### 舞台
- リンダ リンダ（2004年11月 - 12月） - マサオ 役
  - 再演 リンダ リンダ（2012年6月 - 8月） - マサオ 役
- タイタニック TITANIC the musical（2007年1月） - 《主演》トーマス・アンドリュース 役
  - 再演 タイタニック TITANIC the musical（2009年1月） - 《主演》トーマス・アンドリュース 役
- キサラギ（2009年4月）
- Nine The Musical（2009年12月 - 2010年1月）- 《主演》グイド・コンティーニ 役
- The Fantasticks（2012年11月 - 12月） - マット 役
- その後のふたり（2013年4月6日） - 純哉 役
- フォーエヴァー・プラット／Forever Plaid（2013年9月 - 11月） - スパーキー 役
  - 再演 フォーエヴァー・プラット／Forever Plaid（2016年4月 - 6月） - スパーキー 役
  - 再演 フォーエヴァー・プラット／Forever Plaid（2022年5月 - 6月） - スパーキー 役
- イケナイコトカイ？（2014年3月） - 矢吹晴也（刑事） 役
- キャッチ・ミー・イフ・ユーキャン（2014年6月 - 7月） - 《主演》天才詐欺師、フランク・アバグネイル 役[19]
- 私のホストちゃん〜血闘！福岡中洲編〜（2014年12月） - 《主演》華音 役
- DAYDREAM BABYS*　《MITSURU MATSUOKA PRESENTS》（2016年7月 - 8月）
- ローリング・ソング（2018年8月 - 9月） - 《主演》山脇雅生 役
- るろうに剣心（2018年10月 - 11月） - 加納惣三郎 役
- ソーホー・シンダーズ（2019年3月） - ジェイムズ・プリンス 役
  - 再演 ソーホー・シンダーズ（2021年11月 - 12月） - ジェイムズ・プリンス 役[20]
- 絶唱サロメ（2019年10月） - 預言者・ヨカナーン 役[21]
- 音楽朗読劇「黑世界 ～リリーの永遠記憶探訪記、或いは、終わりなき繭期にまつわる寥々たる考察について～」（2020年9月 - 10月） - シュカ 役
- LAZARUS-ラザルス-（2025年5月 - 6月） - 《主演》ニュートン 役[22][23]
- ミュージカル「キルバーン」（2025年9月 - 10月） - 《主演》不死卿ドナテルロ 役[24][25]

### ラジオ
- MBSヤングタウン火曜日（1997年10月 - 1998年9月、MBSラジオ）
- Come on FUNKY Lips!（1997年 - 1999年9月、文化放送）
- LIPS PARTY 21.jp（1999年12月 - 2002年9月、文化放送） - 木曜パーソナリティ[注 3]

### ゲーム
- 仮面ライダー バトライド・ウォーII（2014年6月、PS3・Wii U） - 仮面ライダーエターナル 役
- スーパーヒーロージェネレーション（2014年10月23日、PS3・PS Vita） - 仮面ライダーエターナル 役[26]
- 仮面ライダー サモンライド!（2014年12月4日、PS3・Wii U） - 仮面ライダーエターナル 役
- 仮面ライダーバトル ガンバライジング（2015年、アーケードゲーム） - 仮面ライダーエターナル 役
- 仮面ライダー ストームヒーローズ 新たなる覚醒（2015年12月、Android・iOS） - 仮面ライダーエターナル 役[27]
- 仮面ライダー バトライド・ウォー 創生（2016年、PS4・PS3・PS Vita） - 仮面ライダーエターナル 役[28]
- オール仮面ライダー ライダーレボリューション（2016年､3DS） - 仮面ライダーエターナル 役
- 仮面ライダーバトル ガンバレジェンズ（2023年、アーケード） - 仮面ライダーエターナル 役

### 吹き替え
- ボウリング・フォー・コロンバイン ビデオ・DVD版日本語吹替 - マリリン・マンソン 役

### 司会
- BEAT MOTION（2003年4月 - 2006年3月、NHK衛星第2テレビジョン）
- 極上の月夜→ゲツヨル!（2006年10月 - 2007年6月、日本テレビ）

### バラエティ
現在の出演番組
- 極上!三ツ星キャンプ Season2（BS日テレ）
- プレバト!!（毎日放送） - 不定期出演（俳句・特待生2級、陶芸・特待生3級）
- 浜ちゃんが!（読売テレビ） - 不定期出演
- ごるごる（毎日放送） - 不定期出演

過去の出演番組
- 日立 世界・ふしぎ発見!（2008年2月9日 - 、TBSテレビ） - 準レギュラー
- 教えて!ニュースライブ 正義のミカタ（2014年4月 - 2017年3月、朝日放送テレビ）

### 玩具
- 仮面ライダーW CSMロストドライバーver.2（2025年10月）

### その他
- シルバーアクセサリーブランド「LORD CAMELOT（ロードキャメロット）」 - メインビジュアルモデル
- ホンダ・モビリオスパイクCM ※ミュージシャンたちが車を自分の好きにカスタムする、という企画の1バージョンとして登場
- ソフトバンクよりコラボレーションモデル815Tをプロデュース ※2007年11月23日より販売開始
- ニコニコ超パーティー

## 著書
- 風の吹く場所（自伝的青春小説）
- 文化夜総会
- マクロセカイ（小説）
- にんげんから -NINGEN COLOR- MITSURU MATSUOKA INNER WORDS
- ハラハラ80日間
- 僕から54センチ